# Stäringe (äpple)
Stäringe är en äppelsort vars ursprung är Södermanland, Sverige. Äpplet har en kryddig smak, och skalet på detta äpplet är röd och grönaktig. Stäringe mognar omkring september-oktober. I Sverige odlas Stäringe gynnsammast i zon 1-3.